# Turza (województwo małopolskie)
Turza – wieś w Polsce, położona w województwie małopolskim w powiecie tarnowskim w gminie Rzepiennik Strzyżewski.
| SIMC    | Nazwa        | Rodzaj    |
| ------- | ------------ | --------- |
| 0829773 | Brzezie      | część wsi |
| 0829780 | Dział        | część wsi |
| 0829796 | Folwark      | część wsi |
| 0829804 | Góra         | część wsi |
| 0829810 | Górka        | część wsi |
| 0829827 | Młynek       | część wsi |
| 0829833 | Pańskie Pola | część wsi |
| 0829856 | Sołtystwo    | część wsi |
| 0829862 | Zalesie      | część wsi |
| 0829879 | Załężcze     | część wsi |
| 0829840 | Zapotok      | część wsi |

W latach 1975–1998 miejscowość położona była w województwie tarnowskim. Pod względem geograficznym miejscowość znajduje się na Pogórzu Ciężkowickim.

## Historia
Jest to wieś położona na wysokości 388–400 m z licznymi przysiółkami: Góry, Górka, Dział, Folwark, Brzezie, Pańskie Pola, Młynek, Sołtystwo, Zalesie, Załęże oraz Zapotok. Pierwsze wzmianki o istnieniu Turzy pochodzą z 1288 r. Była osadą leżącą w dobrach klasztoru tynieckiego i jego własnością pozostała do XV w. Parafia powstała prawdopodobnie w drugiej połowie XIV w. Tradycja głosi, że pierwszy drewniany kościół został zbudowany w 1331 r. (lub 1333 r.). Przy kościele istniała szkoła parafialna przed 1595 r.
Za Długosza była ona wsią królewską, w XV/XVI w. Turza należała do dóbr Turskich herbu Warnia. Mieszkańcy trudnili się rolnictwem oraz rzemiosłem. Kowale z Turzy słynęli z wyrobu sierpów. Na początku XX wieku istniało 6 warsztatów tkackich. W Turzy były również warsztaty krawieckie, szewskie, stolarskie oraz kamieniarskie. Najsłynniejszym kamieniarzem był Wojciech Jędrusiak (1860–1907).
Pod koniec XIX w. wieś zasłynęła z nowocześnie prowadzonych sadów, a chłopi należeli do pionierów w tych okolicach stosując nawożenie sztuczne. Na początku XX w. chłopi założyli kółko rolnicze, kasę spółdzielczą i sklep. Po wojnie Turzanie zasłynęli z produkcji cegły. Wybudowano szkołę, która posiada pełnowymiarową salę gimnastyczną, basen kąpielowy oraz boisko sportowe.

## Zabytki
Obiekty wpisane do rejestru zabytków nieruchomych województwa małopolskiego.
- Kościół parafialny pw. św. Katarzyny;
- kapliczka św. Katarzyny wraz otaczającymi drzewami;
- kapliczka św. Jana Nepomucena.

## Galeria zdjęć

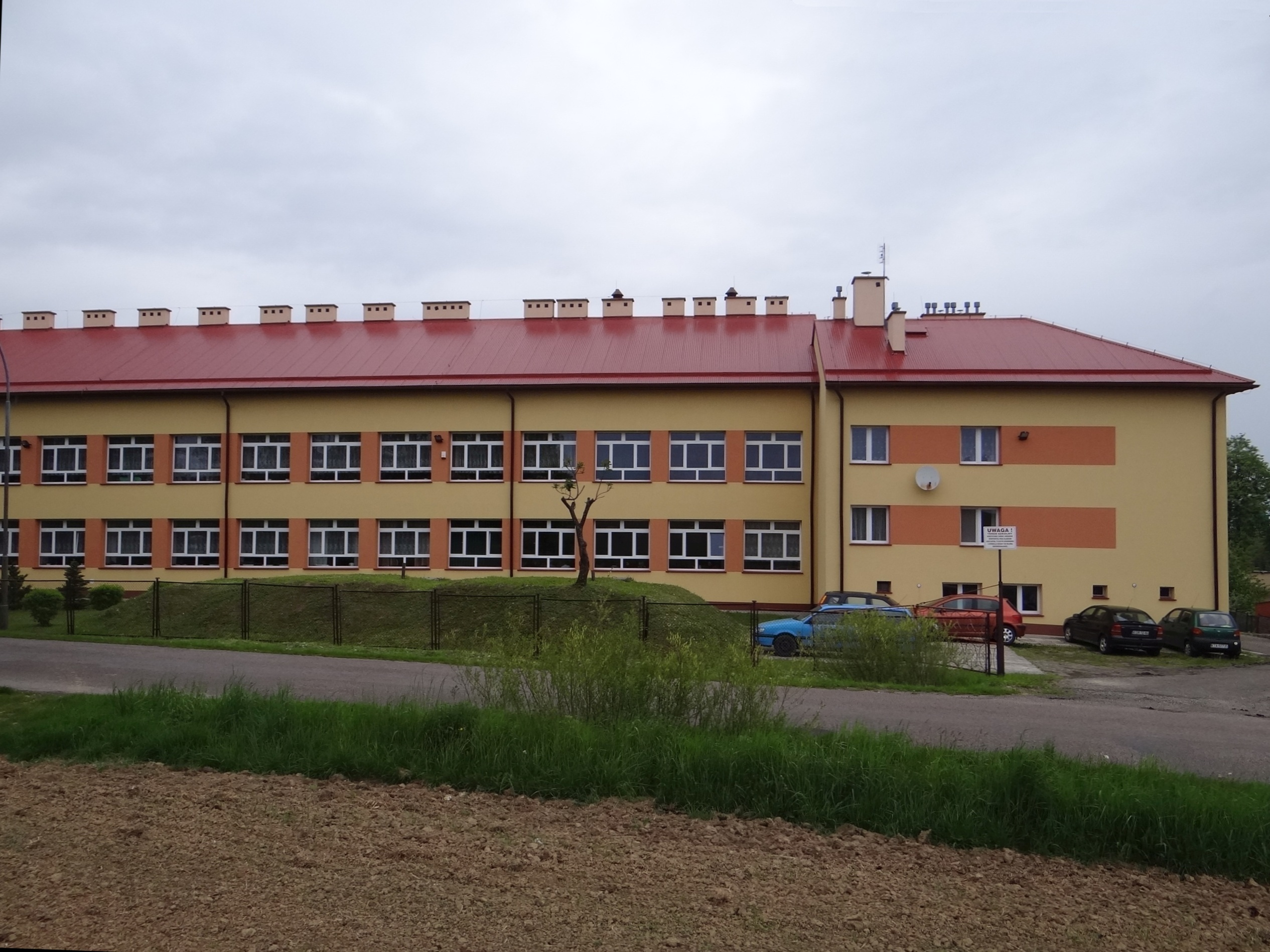
Szkoła
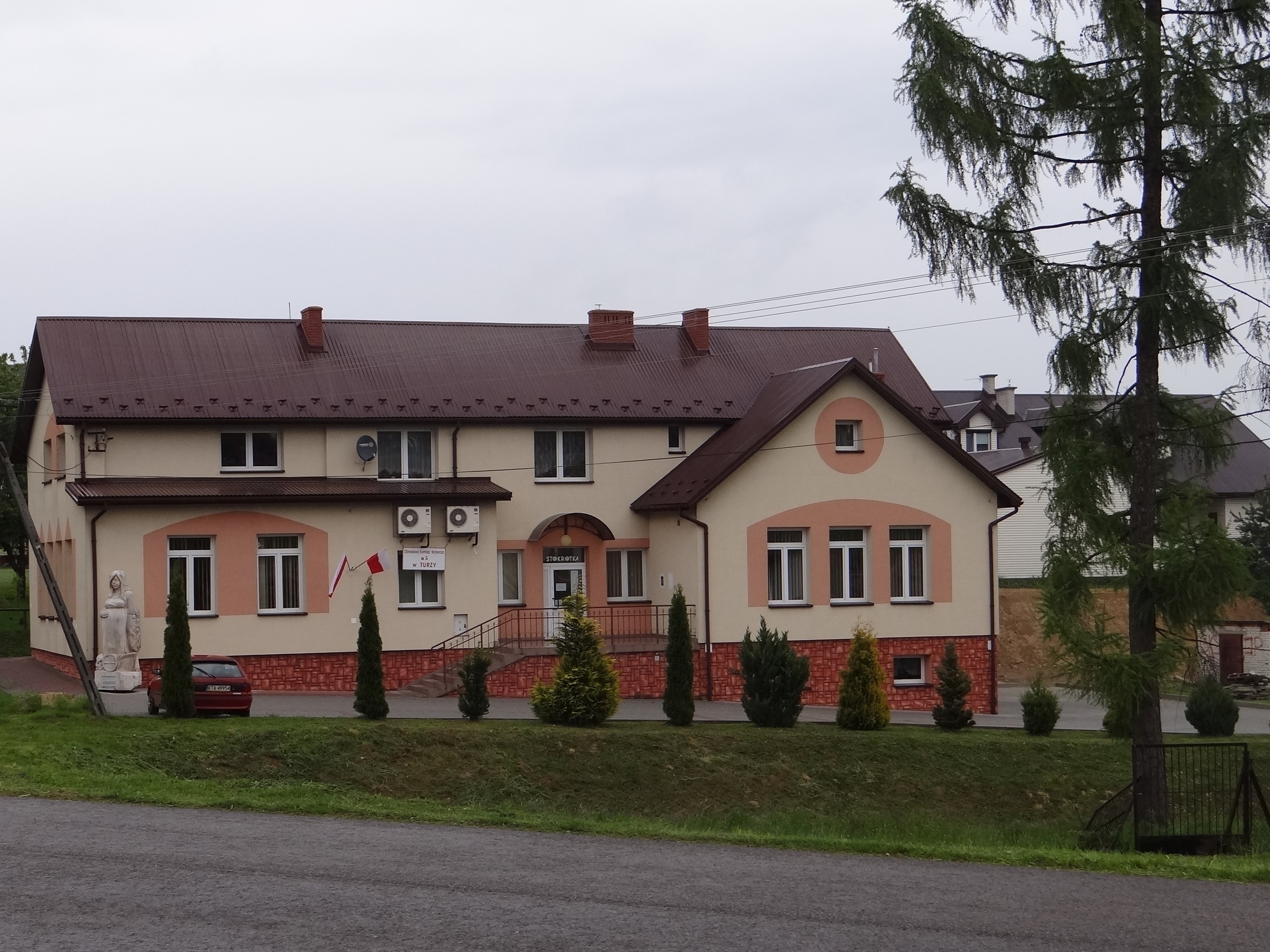
"Stokrotka"
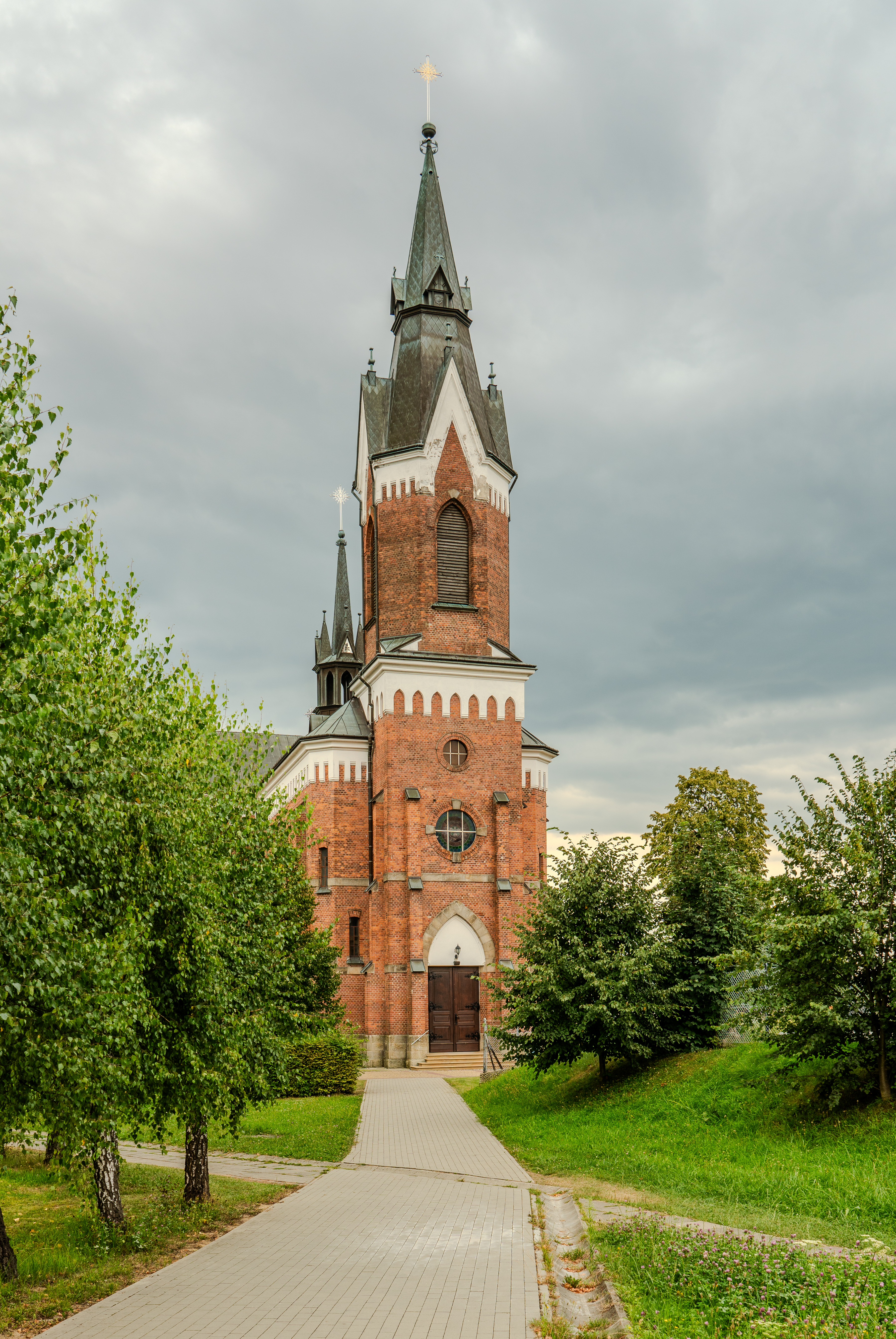
Kościół
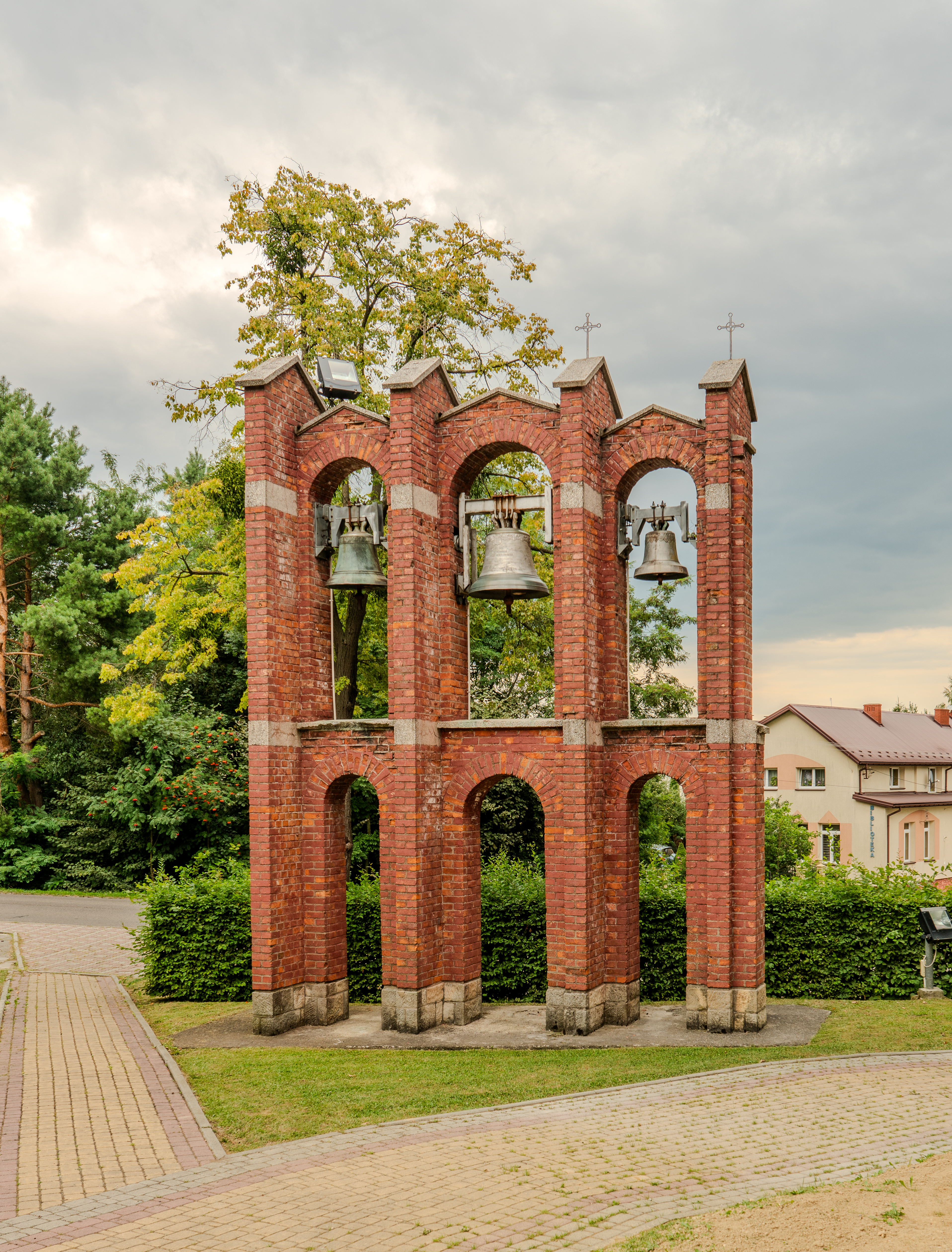
Dzwonnica arkadowa

## Osoby związane z miejscowością
- Antoni Kurzawa – artysta rzeźbiarz.